# Paepalanthus polygonus
Paepalanthus polygonus är en gräsväxtart som beskrevs av Friedrich August Körnicke. Paepalanthus polygonus ingår i släktet Paepalanthus och familjen Eriocaulaceae. Inga underarter finns listade i Catalogue of Life.